# Kraftwerk Duisburg-Walsum
Das Kraftwerk Walsum ist ein Steinkohlekraftwerk in Duisburg-Walsum. Es liegt auf dem Gelände der ehemaligen Zeche Walsum unmittelbar am Rhein. Seit der Stilllegung von Block 9 wird nur noch der 2013 in Betrieb gegangene Block 10 betrieben.

## Geschichte

### Blöcke 6 bis 9
Am Standort Duisburg-Walsum wurde 1928 eine Kraftwerksanlage zur Deckung des Bedarfs der Zeche Walsum an Dampf errichtet. 1957 wurde es um einen Kraftwerksblock (Block 6) mit 68 MW erweitert, 1959 und 1960 folgten zwei Kraftwerksblöcke (Block 7 und 8) mit je 150 MW (129 MW elektrische Nettoleistung).
Block 7 ist außer Betrieb und war 2012 noch in der Kaltreserve, das heißt er hätte damals theoretisch innerhalb einer Vorlaufzeit von sechs Monaten wieder in Betrieb gehen können. Aufgrund des altersbedingt schlechten Wirkungsgrades ist eine Wiederinbetriebnahme nicht wirtschaftlich.
1988 ersetzte Block 9 die Blöcke 6 und 8. Er verfügte über eine elektrische Bruttoleistung von 410 MW (370 MW Nettoleistung) und eine Fernwärmeleistung von 295 MW.
Die Steag nahm mit Block 9 am Ausschreibungsverfahren zur Reduzierung der Verstromung von Steinkohleanlagen und Braunkohle-Kleinanlagen zum Gebotstermin 1. September 2020 teil. Am 1. Dezember 2020 wurde das Ergebnis des Verfahrens gemäß § 24 Abs.1 Kohleverstromungsbeendigungsgesetz (KVBG) von der Bundesnetzagentur öffentlich bekannt gegeben. Block 9 erhielt neben zehn weiteren Kohleblöcken einen Zuschlag, wodurch das Vermarktungsverbot am 1. Januar 2021 in Kraft trat. Nach Überprüfung der Systemrelevanz hat der Übertragungsnetzbetreiber Amprion die Anlage als systemrelevant bei der Bundesnetzagentur angezeigt, diese hat allerdings den Antrag abgelehnt, wodurch das Kohleverstromungsverbot des Blocks im Juli 2021 in Kraft trat, womit er stillgelegt war.

### Block 10
Mit dem Bau des Blocks 10 wurde 2006 begonnen. Die ursprünglich für Anfang 2010 geplante Inbetriebnahme verzögerte sich wegen ca. 1.500 undichter Schweißnähte. Der Probebetrieb musste im Mai 2011 wegen erneuter Undichtigkeiten im Verdampferteil des Kessels unterbrochen werden. Schweißtechnische Probleme mit dem neuen niedrig legierten Stahl T24 (Werkstoff 7CrMoVTiB10-10), der für höhere Drücke und Temperaturen entwickelt worden war, machten den Austausch gegen bewährte T12-Stähle (Werkstoff 13CrMo4-5) notwendig.
Am 6. April 2013 wurde der Kessel nach dem Umbau erstmals angefeuert, dabei wurde ausschließlich Öl verfeuert. Am 18. April 2013 folgte die erste Verbrennung von Steinkohle, zum sicheren Betrieb musste zunächst aber noch sechs Tage lang zusätzlich Heizöl verbrannt werden. Seit dem 24. April 2013 läuft die Anlage ausschließlich mit Steinkohle. Zunächst wurde der Kessel des neuen Blocks mit maximal 60 Prozent Leistung gefahren, allerdings wurde kein Strom produziert. Die neue Dampfturbine durfte zunächst noch nicht angestoßen werden, weil der Hersteller Hitachi mit anderen Turbinen dieses Typs in Japan Schwierigkeiten hatte, ähnliche Probleme für die Anlage in Walsum vermutete und deshalb keine Freigabe zur Nutzung erteilte. Im Juni 2013 wurde dann die Freigabe von Hitachi erteilt. Am 10. Juni erfolgte die erste Stromerzeugung mit einer Leistung von 175 MW; der Strom wurde in das Netz eingespeist. Am 4. Juli erreichte die Anlage zum ersten Mal Volllast (bis zu 800 MW unter Überlast). In den darauffolgenden Monaten wurde die Leistung nach und nach gesteigert. Der kommerzielle Betrieb begann im Dezember 2013.
Der niederösterreichische Energiekonzern EVN, der mit 49 % am Kraftwerk beteiligt ist, und der Betreiber Steag erhielten in einem Schiedsgerichtsverfahren rund 200 Millionen Euro als Ausgleich für die verspätete Inbetriebnahme – ursprünglich waren 600 Millionen Euro gefordert worden. Das Investitionsvolumen stieg durch die Verzögerungen beim Bau von geplanten 0,8 auf 1,1 Milliarden Euro.

## Technische Daten

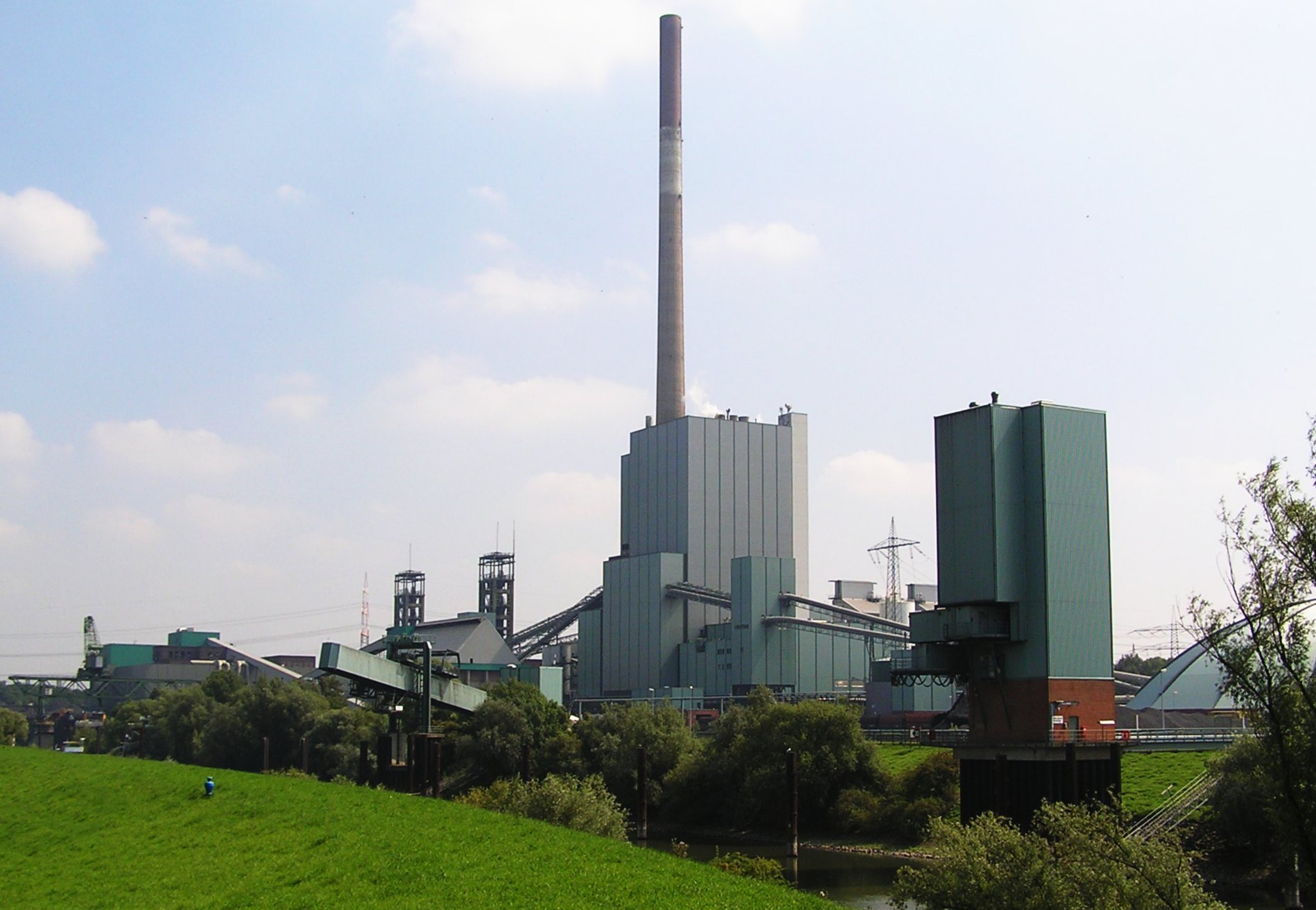
Blöcke 7 und 9 (ohne Neubau Block 10)
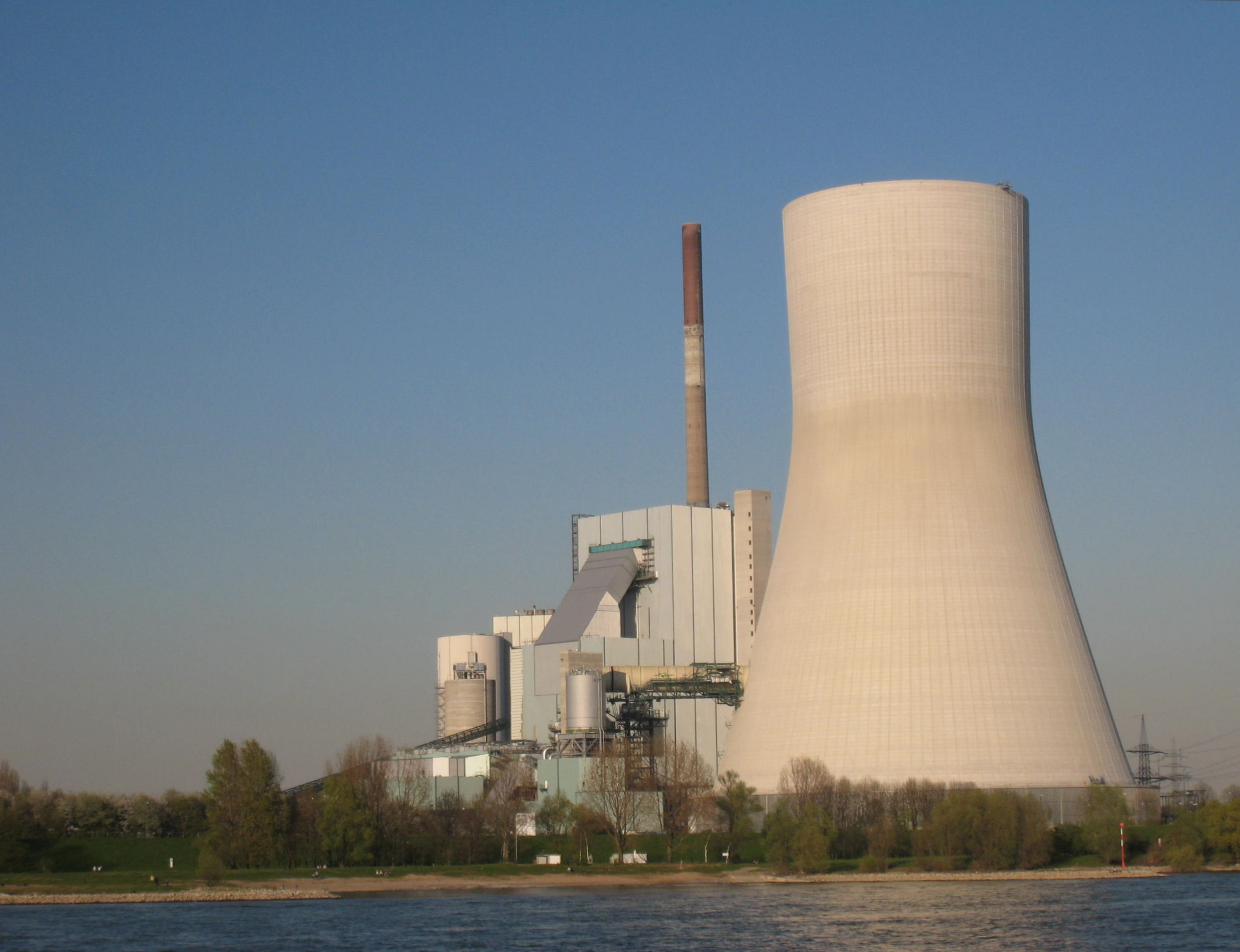
Kraftwerk im Jahr 2010 mit (außen) fertiggestelltem Block 10 (Schornstein für Blöcke 7 und 9 im Hintergrund)
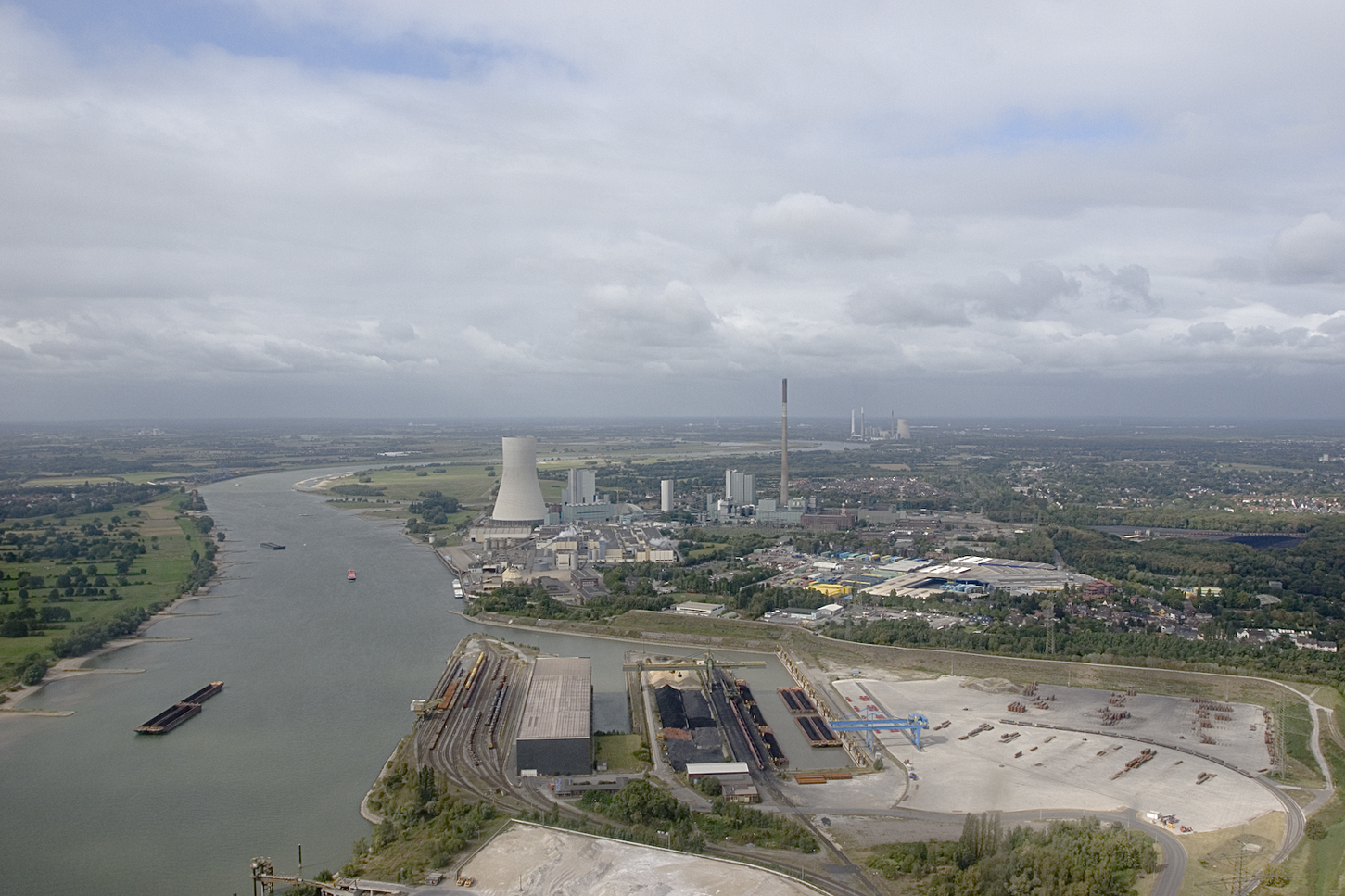
Kraftwerk Walsum mit Südhafen Walsum im Vorder- und Kraftwerk Voerde im Hintergrund
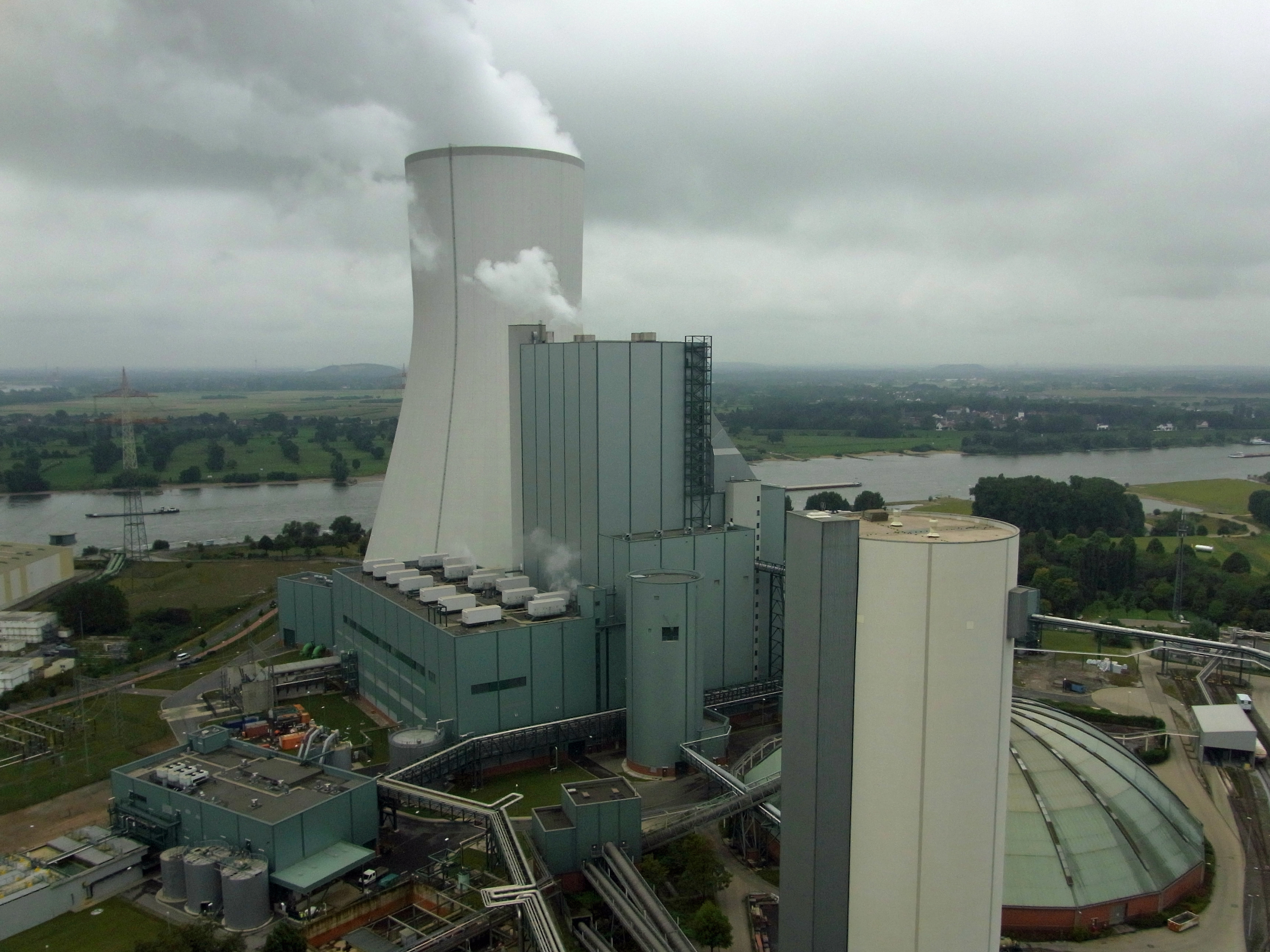
Block 10 (2013)

### Kraftwerksblöcke und Gesamtleistung
Steag betreibt am Standort Walsum nur den Kraftwerksblock 10 (Nettonennleistung 725 MW).
Der 181 Meter hohe Kühlturm dient zugleich als Schornstein und wurde deshalb so hoch gebaut. Der Betreiber Steag verwarf die technische Alternativlösung mit einem niedrigeren Kühlturm ohne Abgaseinleitung und die Anbindung des Neubau-Blocks 10 an den vorhandenen Schornstein der älteren Blöcke.

### Auswirkungen des Neubaus (Block 10) auf das Umfeld
Beim neuen Block 10 (Baubeginn 2006) wurde nach diversen technischen Problemen und Verzögerungen im April 2013 der Kessel nach dem Umbau erstmals angefeuert. Im Dezember 2013 begann der reguläre Betrieb mit einer Bruttoleistung elektrisch von 775 MW (Nettoleistung 725 MW elektrisch).
Die Abgase werden über den 181 Meter hohen – nur für Block 10 neu gebauten – Naturzug-Nasskühlturm mit den durch die Kühlung entstehenden Dampfschwaden zusammen abgeleitet. Dieses Verfahren wird als Reingaseinleitung bezeichnet.
Bisher war am Standort zum Betrieb der alten Kraftwerksblöcke kein Kühlturm erforderlich, die Kühlung der alten Kraftwerksblöcke wurde durch Durchlaufkühlung realisiert.
Es wurde ursprünglich befürchtet, dass es nach der Inbetriebnahme von Block 10 durch die im Betrieb entstehenden Dampfschwaden zu unerwünschten Auswirkungen auf das Mikroklima, zum Beispiel lokal erhöhte Niederschlagsmengen und großflächige Verschattungen kommt.
Aus Kostengründen hat sich der Betreiber Steag gegen den Bau eines Hybridkühlturms entschieden, der neben der deutlich geringeren Höhe – ca. 1/3 (60 Meter) – auch wesentlich weniger Dampfschwaden erzeugt hätte.

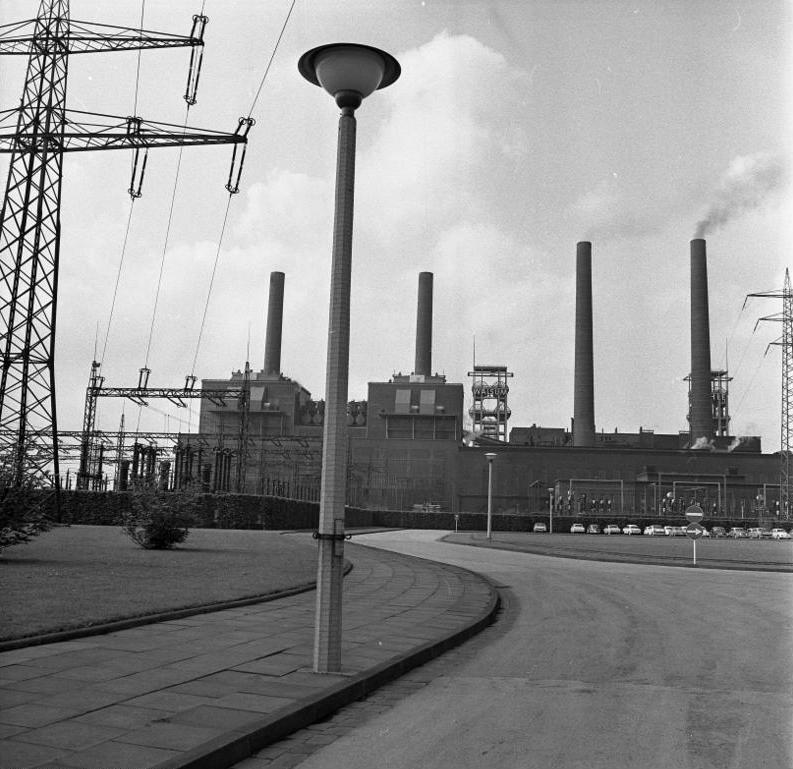
Blöcke 8, 7, 6 und Zechenkraftwerk
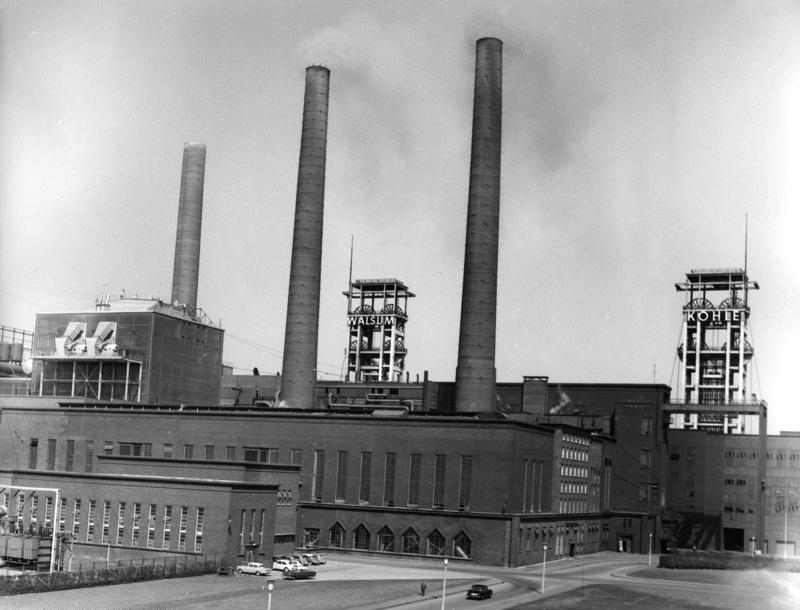
Blöcke 7, 6 und Zechenkraftwerk
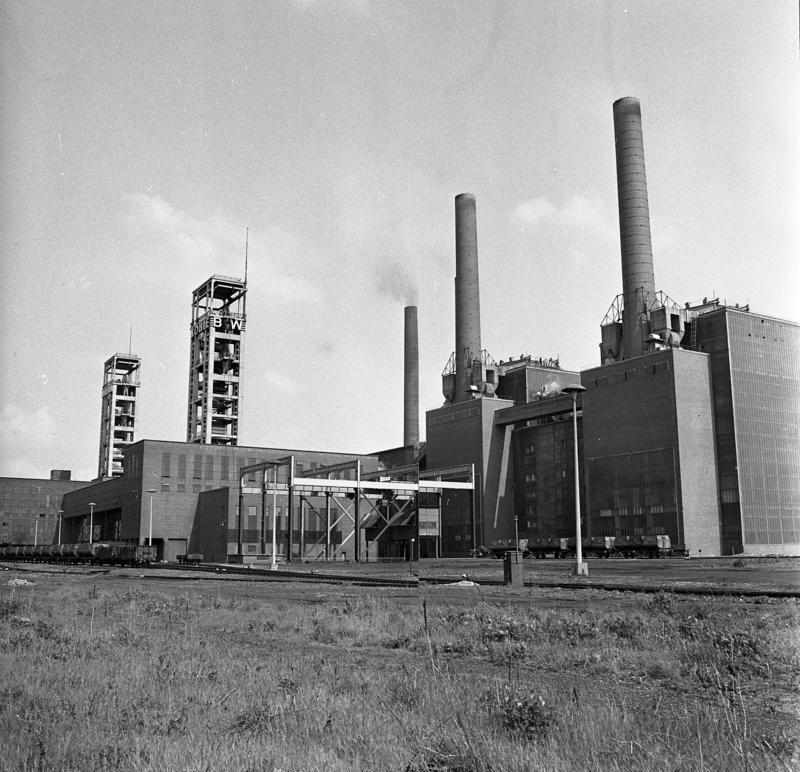
Zechenkraftwerk, Blöcke 6, 7 und 8 (Hafenseite)
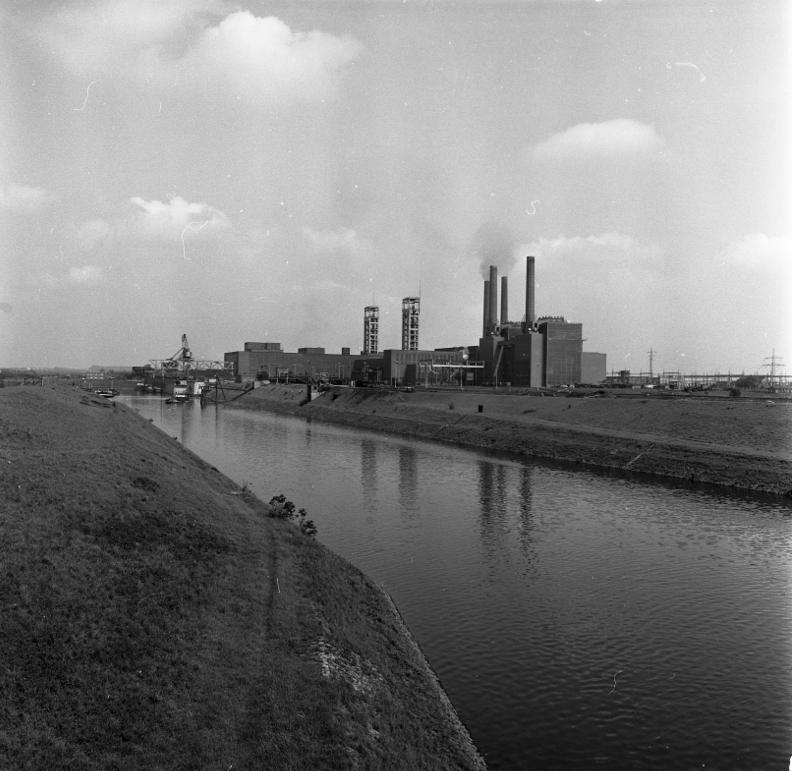
Nordhafen Walsum, Zechenkraftwerk, Blöcke 6, 7 und 8 (Hafenseite)
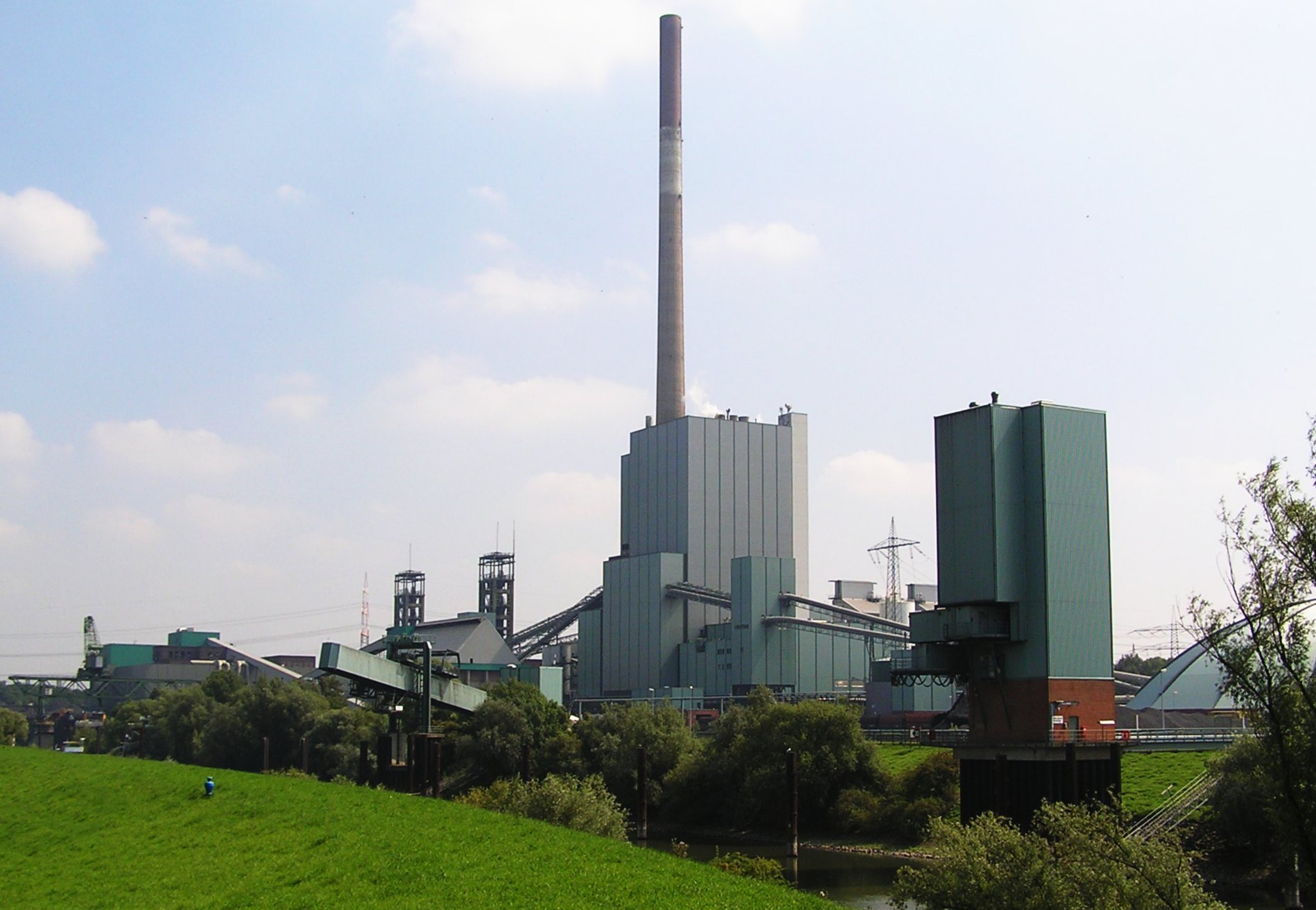
Block 9 (Hafenseite)
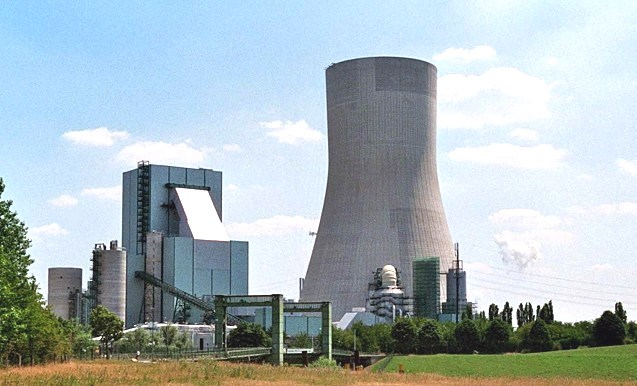
Block 10: Kesselhaus und Kühlturm mit kombinierter Nutzung als Schornstein

### Leistungsdaten (Tabelle) der einzelnen Kraftwerksblöcke
|                                                                                   | Zechenkraftwerk                                                    | Block 6                                                            | Block 8                                                            | Block 7                                                            | Block 9                                                            | Block 10 |
| --------------------------------------------------------------------------------- | ------------------------------------------------------------------ | ------------------------------------------------------------------ | ------------------------------------------------------------------ | ------------------------------------------------------------------ | ------------------------------------------------------------------ | --- |
| Status                                                                            | stillgelegt und abgebrochen                                        | stillgelegt und abgebrochen                                        | stillgelegt                                                        | stillgelegt                                                        | Vermarktungsverbot seit 1. Januar 2021 gemäß KVBG                  | in Betrieb |
| Inbetriebnahme                                                                    | 1928                                                               | 1957                                                               | 1959                                                               | 1959                                                               | 01.06.1988                                                         | 20.12.2013 |
| Feuerungswärmeleistung                                                            | unbekannt                                                          | unbekannt                                                          | unbekannt                                                          | 398 MW                                                             | 980 MW                                                             | FWL bei Nennleistung: 1.575 MW / max. 1.750 MW inkl. Hilfsdampferzeuger                                                       |
| Bruttoleistung (Nominalleistung Dampfturbine)                                     | 15 MW                                                              | 68 MW                                                              | 150 MW                                                             | 150 MW                                                             | 410 MW                                                             | 775 MW / max. 790 MW |
| Eigenstromverbrauch                                                               | --                                                                 | --                                                                 | --                                                                 | 21 MW                                                              | 40 MW                                                              | 50 MW |
| Netto-Nennleistung                                                                | --                                                                 | --                                                                 | --                                                                 | 129 MW = 32,4 %                                                    | 370 MW = 37,8 %                                                    | 725 MW = 46 % (bei geplanter max. Fernwärme-Auskopplung mit einer typischen Stromverlustkennziffer von 0,21: 685 MW = 43,5 %) |
| Fernwärmeleistung                                                                 | --                                                                 | --                                                                 | --                                                                 | 95 MW = 23,9 %                                                     | 150 MW = 15,3 % (bis zu 295 MW möglich)                            | 0 MW (in Planung: 190 MW = 12,1 %)                                                                                            |
| Prozessdampf                                                                      | --                                                                 | --                                                                 | --                                                                 | keine Nutzung der Energie zur Erzeugung von Prozessdampf           | 75 MW = 7,7 %                                                      | Keine Nutzung der Energie zur Erzeugung von Prozessdampf                                                                      |
| Kraft-Wärme-Kopplung                                                              | --                                                                 | --                                                                 | --                                                                 | Fernwärme                                                          | Fernwärme und Prozessdampf für Papierfabrik                        | keine Nutzung der Energie zur Erzeugung von Fernwärme oder Prozessdampf                                                       |
| Energieverluste (ohne Eigenstromverbrauch)                                        | --                                                                 | --                                                                 | --                                                                 | 153 MW = 38,4 %                                                    | 345 MW = 35,2 %                                                    | 800 MW = 50,8 % (bei geplanter Fernwärmeproduktion: 650 MW = 41,3 %)                                                          |
| Energieverluste (mit Eigenstromverbrauch)                                         | --                                                                 | --                                                                 | --                                                                 | 174 MW = 43,7 %                                                    | 385 MW = 39,3 %                                                    | 850 MW = 54,0 % (bei geplanter Fernwärmeproduktion: 700 MW = 44,4 %)                                                          |
| Nutzungsgrad (Brennstoffausnutzungsgrad bei 12 Monaten Fernwärmenutzung pro Jahr) | --                                                                 | --                                                                 | --                                                                 | 56,3 %                                                             | 60,7 %                                                             | 46,0 % (in Planung: 55,6 %)                                                                                                   |
| Nutzungsgrad (Brennstoffausnutzungsgrad bei 6 Monaten Fernwärmenutzung pro Jahr)  | --                                                                 | --                                                                 | --                                                                 | 41,0 %                                                             | 54,6 %                                                             | 46,0 % (in Planung: 50,8 %)                                                                                                   |
| Schornstein (Höhe)                                                                | Schornsteine abgebrochen                                           | Schornsteine abgebrochen                                           | 1 × 300 m                                                          | 1 × 300 m                                                          | 1 × 300 m                                                          | Abgase werden über Kühlturm mit kombinierter Nutzung als Schornstein abgeleitet (181 m)                                       |
| Kühlturm mit kombinierter Nutzung als Schornstein (Höhe)                          | Durchlaufkühlung (Rheinwasser), deshalb kein Kühlturm erforderlich | Durchlaufkühlung (Rheinwasser), deshalb kein Kühlturm erforderlich | Durchlaufkühlung (Rheinwasser), deshalb kein Kühlturm erforderlich | Durchlaufkühlung (Rheinwasser), deshalb kein Kühlturm erforderlich | Durchlaufkühlung (Rheinwasser), deshalb kein Kühlturm erforderlich | 1 × 181-m-Kühlturm mit kombinierter Nutzung als Schornstein                                                                   |

### Stromproduktion, Fernwärmeproduktion und Kohleverbrauch

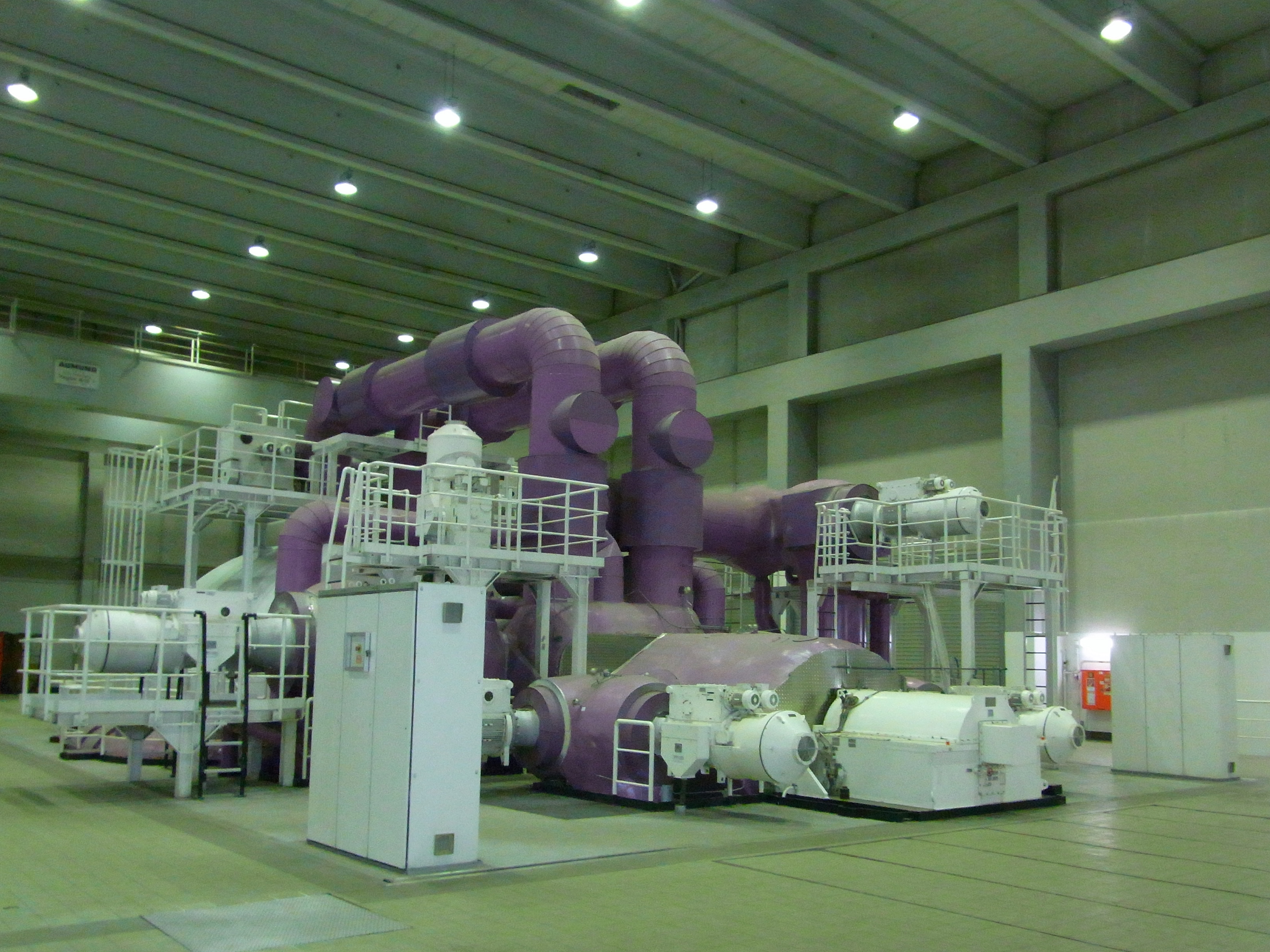
Turbine Block 9

Das Kraftwerk liefert neben Strom für das örtliche Stromnetz auch für folgende Großverbraucher:
- Strom, Wärme, Wasser und Druckluft für die Zeche Walsum[17] von 1928 bis zu deren Stilllegung im Jahre 2008.
- Strom und Prozessdampf für die angrenzende Papierfabrik der Norske Skog von 1962 bis zu deren Stilllegung im Jahr 2016.
- Strom, Prozessdampf, Rauchgas, Druckluft und Wasser für die PCC-Anlage der Firma Specialty Minerals GmbH – 2012 verschmolzen mit MTI Holdings GmbH.[22] (PCC wird unter anderem im Zusammenhang mit Papierherstellung verwendet.[23] Wahrscheinlich wurde die Produktion bei Stilllegung der Papierfabrik 2016 ebenfalls eingestellt).
- Fernwärme für die Fernwärmeschiene Niederrhein (Der Vertrag zur Abnahme von bis zu 400 GWh Fernwärme läuft 2022 aus, die Fernwärmeversorgung Niederrhein will den Vertrag nicht verlängern).[24]

Zusätzlich zur nutzbaren Stromproduktion (2.260 GWh) wurden (im Jahr 2007) 33 GWh Fernwärme, 500.000 t Prozessdampf und 250 Mio. m³ Druckluft produziert. Durch die Schließung der benachbarten Zeche im Jahr 2008 wird mittlerweile ein Großteil der früher produzierten Druckluft nicht mehr vor Ort benötigt. Außerdem fehlt die Zeche Walsum als ein ehemaliger Großabnehmer des produzierten Stroms.
Auch wegen der veränderten Bedingungen auf dem Strommarkt ging die produzierte Strommenge von 2.260 GWh im Jahr 2007 auf zunächst 2.014 GWh im Jahr 2008 zurück. Im Jahr 2011 reduzierte sich die Stromproduktion erneut deutlich auf 1.331 GWh.
| Jahr | Block  | Nutzbare Stromabgabe in Gigawattstunden | Kohleverbrauch pro Gigawattstunde                                    | Gesamtkohleverbrauch                                                 |
| --- | ------ | --------------------------------------- | -------------------------------------------------------------------- | -------------------------------------------------------------------- |
| 2007 | 9      | 2.260 GWh                               | 398,23 Tonnen                                                        | 900.000 Tonnen                                                       |
| 2008 | 9      | 2.014 GWh                               | KA b                                                                 | KA b                                                                 |
| 2009 | 9      | KD a                                    | KA b                                                                 | KA b                                                                 |
| 2010 | 9      | KD a                                    | KA b                                                                 | KA b                                                                 |
| 2011 | 9      | 1.331 GWh                               | Anfrage zu Kohleverbrauch über Portal www.fragdenstaat.de verweigert | Anfrage zu Kohleverbrauch über Portal www.fragdenstaat.de verweigert |
| 2012 | 9      | KD a                                    | KA b                                                                 | KA b                                                                 |
| 2013 | 9 & 10 | KD a                                    | KA b                                                                 | KA b                                                                 |
| 2014 | 9 & 10 | KD a                                    | KA b                                                                 | KA b                                                                 |
| 2015 | 9 & 10 | KD a                                    | KA b                                                                 | KA b                                                                 |
| 2016 | 9      | 1.603 GWh (Blöcke 9 & 10= 5.623 GWh)    | KA b                                                                 | KA b                                                                 |
| 2016 | 10     | 4.020 GWh (Blöcke 9 & 10= 5.623 GWh)    | KA b                                                                 | KA b                                                                 |
| a keine Daten zur produzierten Strommenge vom Betreiber verfügbar b keine Angaben zur verfeuerten Kohlenmenge |        |                                         |                                                                      |                                                                      |

Bei einer jährlichen Stromproduktion (2007) in Höhe von ca. 2.260 GWh verbrauchte nur der einzige aktive Kraftwerksblock 9 (ohne Neubau Block 10 und ohne abgeschaltete Kaltreserve Block 7) ca. 900.000 Tonnen Steinkohle pro Jahr.
Somit ergibt sich für Block 9 (im Jahr 2007) ein theoretischer Verbrauch von 398,23 Tonnen Steinkohle pro GWh.
Die Kohlelagerhalle auf dem Gelände hat eine Kapazität von 34.000 Tonnen Steinkohle.
Kohleantransport und Ascheabtransport erfolgen über den Nordhafen Walsum sowie bis 2021 per Schiene über den Bahnhof Walsum. Der Netzanschluss des Kraftwerks erfolgt auf der 220-kV- und 380-kV-Höchstspannungsebene in das Netz des Übertragungsnetzbetreibers Amprion.

## Betreiber, Eigentumsanteile und Strombezugsrechte
Der Betreiber Steag gehört einem Stadtwerkeverbund (Stadtwerke-Konsortium Rhein-Ruhr bestehend aus den Stadtwerken Bochum, Dinslaken, Dortmund, Duisburg, Essen und Oberhausen) und wurde in zwei Schritten von Evonik Industries übernommen. Die Steag hatte ursprünglich 51 % Eigentumsanteil an Block 10 und war alleiniger Eigentümer der Altblöcke 7 und 9. Die EVN AG (Energieversorgung Niederösterreich) hatte einen 49-prozentigen Eigentumsanteil an Block 10, welcher am 30. September 2021 an den Betreiber Steag verkauft wurde, somit ist diese nun auch alleiniger Eigentümer des Blockes 10.
Wien Energie hat ein Strombezugsrecht am Block 10 in Höhe von 150 MW, welches sie im Dezember 2020 von der EVN AG übernahm. EnBW (Energie Baden-Württemberg) hat ein weiteres Strombezugsrecht am Neubaublock in Höhe von 250 MW für einen Zeitraum von 20 Jahren mit Option auf Verlängerung. Mit dem Verkauf ihrer Anteile am 30. September 2021 verlor die EVN AG auch ihre Strombezugsrechte von 309 MW.
| Eigentümer                                  | Eigentumsanteile | Strombezugsrechte (Nettonennleistung: 725 MW el.) |
| ------------------------------------------- | ---------------- | ------------------------------------------------- |
| EVN AG (Energieversorgung Niederösterreich) | 49 %             | 159 MW                                            |
| Wien Energie                                | 0 %              | 150 MW                                            |
| EnBW (Energie Baden-Württemberg)            | 0 %              | 250 MW                                            |
| Steag                                       | 51 %             | 166 MW                                            |

## Emissionen
Kohlekraftwerke stehen aufgrund ihres Schadstoffausstoßes in der Kritik. Auch nach dem Einbau von Filteranlagen in den 1980er Jahren, die den Großteil des Schwefels aus den Abgasen entfernen, stoßen Kohlekraftwerke weiterhin relevante Mengen Schwefeldioxid aus. Neben Schwefeldioxid gelangen umwelt- und gesundheitsschädliche Stickstoffoxide sowie gesundheitsschädliche Feinstäube, darin enthaltene Schwermetalle und PAK in die Umwelt. In Deutschland trug die Energiewirtschaft 2010 mit 71 % (6,571 Tonnen) zur Gesamt-Quecksilberemission bei.
Die Schadstoffemissionen aller großen Kohlekraftwerke sind im Europäischen Schadstoffemissionsregister (via deutschem Portal Thru.de) veröffentlicht.
Emissionen unterhalb der berichtspflichtigen Mengenschwelle sind in der Tabelle mit „<“ neben dem Grenzwert aufgeführt.
| Jahr | Kraftwerk                 | Produzierte Strommenge | Kohle-verbrauch | Kohlendioxid (CO2) | Chloride –Abwasser– | Stickoxide (NOx/NO2) | Schwefeloxide (SOx/SO2) | Feinstaub (PM10) | Anorganische Fluor-verbindungen als HF | Distickoxid (N2O) | Fluoride (als Gesamt-F) –Abwasser– | Benzol (C6H6) | Blei (Pb) | Chrom (Cr) | Nickel (Ni) | Queck-silber (Hg) | Arsen (As) | Cadmium (Cd) |
| ---- | ------------------------- | ---------------------- | --------------- | ------------------ | ------------------- | -------------------- | ----------------------- | ---------------- | -------------------------------------- | ----------------- | ---------------------------------- | ------------- | --------- | ---------- | ----------- | ----------------- | ---------- | ------------ |
| 2011 | Kraftwerk Walsum, Block 9 | 1.331 GWh              | k. A.           | < 1.000.000 t      | < 2.000 Tonnen      | 1.090 t              | 971 t                   | < 100 t          | 33.400 kg                              | < 10.000 kg       | < 2.000 kg                         | < 1000 kg     | < 200 kg  | < 100 kg   | < 50 kg     | 15,3 kg           | < 20 kg    | < 10 kg      |
| 2011 | Menge pro GWh             | 1 GWh                  | k. A.           | k. A.              | k. A.               | 0,819 t              | 0,729 t                 | k. A.            | 25,093 kg                              | k. A.             | k. A.                              | k. A.         | k. A.     | k. A.      | k. A.       | 0,0115 kg         | k. A.      | k. A.        |
| 2010 | Kraftwerk Walsum, Block 9 | k. A.                  | k. A.           | 1.940.000 t        | < 2.000 t           | 1.410 t              | 1.240 t                 | < 100 t          | 46.200 kg                              | 10.400 kg         | < 2.000 kg                         | < 1000 kg     | < 200 kg  | < 100 kg   | < 50 kg     | 26,2 kg           | <20 kg     | <10 kg       |
| 2010 | Menge pro GWh             | 1 GWh                  | k. A.           | k. A.              | k. A.               | k. A.                | k. A.                   | k. A.            | k. A.                                  | k. A.             | k. A.                              | k. A.         | k. A.     | k. A.      | k. A.       | k. A.             | k. A.      | k. A.        |
| 2007 | Kraftwerk Walsum, Block 9 | 2.260 GWh              | 900.000 t       | 2.120.000 t        | 2380 t              | 1.610 t              | 1.940 t                 | < 100 t          | 10.500 kg                              | 11.900 kg         | < 2.000 kg                         | < 1000 kg     | < 200 kg  | < 100 kg   | 70,2 kg     | 15,9 kg           | < 20 kg    | < 10 kg      |
| 2007 | Menge pro GWh             | 1 GWh                  | 398,23 t        | 938,05 t           | 1,053 t             | 0,712 t              | 0,858 t                 | k. A.            | 20,442 kg                              | 5,265 kg          | k. A.                              | k. A.         | k. A.     | k. A.      | k. A.       | 0,0070 kg         | k. A.      | k. A.        |